# 1891 au Nouveau-Brunswick
Chronologie du Nouveau-Brunswick
- 1887
- 1888
- 1889
- 1890
- 1891
- 1892
- 1893
- 1894
- 1895

Cette page concerne des événements survenus en 1891 dans la province canadienne du Nouveau-Brunswick.

## Événements
- 5 mars : à l'élection fédérale canadienne de 1891, 10 conservateurs, 4 libéraux et 2 libéraux-conservateurs sont élus dans la province.
- 1er mai : l'ancien député fédéral Jabez Bunting Snowball est nommé sénateur à Ottawa.

## Décès
- 11 février : Robert Duncan Wilmot, président du Sénat du Canada et lieutenant-gouverneur du Nouveau-Brunswick.
- 25 juillet : William Hunter Odell, sénateur.
- 27 septembre : Richard Hutchison, député.